# 石野広吉
石野 広吉（いしの ひろよし）は、安土桃山時代から江戸時代前期にかけての武将・旗本。

## 出自
遠江国の石野氏は中原氏の末裔。『寛政重修諸家譜』に記される系譜は次の通りである。十市勝良-春宗-中原有象-致時-師任-師平-師遠（-親鑑-親秀-貞高-能直-能秀-満親-之親-政親、親鑑以下8人は『寛永諸家系図伝』には見えず、『尊卑分脈』や中原氏の系図では外記・貞親の子孫とされる）-師元-師尚-師綱-師季-師光-師宗-師良（成良親王に従い駿河国水上に下向、師良以降は中原氏の系図に見えない）-石野良清（父に従い下向、後に遠江国山名郡石野村に移り住む）-師重-重清-師定-正師-師忠-広綱-広重-広安-師広-広成-広長-広吉。

## 生涯
天正10年（1582年）、石野広長の子として誕生。
石野氏は遠江国の国人出身で戦国時代は今川氏に属したが、父・広長の代から徳川家康に仕えた。天正12年（1584年）長久手の戦いで父が戦死したため、幼い広吉は榊原康政によって扶育された。長じてからは叔父・石野広光の仕えていた菅沼定利に仕えたが、慶長7年（1602年）定利が死去すると徳川家康の直臣となり、広光ら菅沼旧臣と共に忍城城番に任じられた。
元和6年（1620年）江戸詰めを命じられ、寛永12年（1635年）石奉行となった。以後、江戸城の石垣や門・堀などの普請に従事した。知行地は武蔵国榛沢郡に240石を領した。万延元年（1658年）に死去。遺領は三男・広茂が継承し、その他の子らもいずれも旗本となった。なお次男・広時は旧主菅沼定利の養子となっている。